# اخشای
اخشای (به لاتین: Akhshay) یک منطقهٔ مسکونی در افغانستان است که در ولایت بامیان واقع شده‌است.